# Євтушенко Віктор Арсенійович
Віктор Арсенійович Євтушенко (17 лютого 1962, м. Біла Церква)— український письменник( поет-гуморист, прозаїк), громадський діяч. Єдиний учень відомого народного поета-гумористаП. П. Глазового. Член Національної Спілки письменників України (з 2005 року). Президент Міжнародного фонду імені Павла Глазового. Лауреат численних Всеукраїнських конкурсів-фестивалів гумору та сатири. Член Асоціації діячів естрадного мистецтва України. Заслужений артист естрадного мистецтва України.

## Біографія
Євтушенко Віктор Арсенійович народився 17 лютого 1962 року в м. Біла Церква в родині робітників. Закінчив Згурівську і Таращанську школи-інтернати. Закінчивши з відзнакою Білоцерківське медичне училище (1982), був направлений на роботу фельдшером МСЧ шинного заводу в м. Біла Церква. З 1984 року працює фельдшером Білоцерківської станції швидкої медичної допомоги. Має вищу кваліфікаційну категорію.
Ліквідатор аварії на ЧАЕС (12— 17 серпня 1986 року).
У 2000 році з відзнакою закінчив навчання в Національному університеті імені Т. Г. Шевченка на факультеті журналістики (заочно).

## Творчість
Автор 18 збірок гумору та сатири і прозових книг. 
Автор численних публікацій у місцевих, обласних, республіканських та зарубіжних виданнях. Постійний гість Всеукраїнських радіо- і телепередач.
Творчість Віктора Євтушенка широко вивчається в навчальних закладах Білоцерківщини. Його твори звучать в теле- та радіоефірних просторах України та за кордоном не лише в авторському виконанні, а й озвучуються народними та заслуженими артистами України й аматорами сцени.

### Книжкові видання
- «Жарт-птиця» (1996),  ISBN 5-7707-8104-1
- «Стожарти» (1999),  ISBN 966-95618-4-1
- «Сміхограй» (2001),  ISBN 966-7195-18-Х
- «Старі казки на новий лад» (2003),  ISBN 966-7195-33-3
- «Багаті також плачуть» (2005),  ISBN 966-7195-36-8
- «Хто такий Павло Глазовий» (2005),  ISBN 966-8331-18-4
- «Юрась» (2006 та перевидання в 2022),  ISBN 966-7195-58-9
- «Сміх на голову» (2008),  ISBN 978-266-7195-76-2
- «То є так!» (2012),  ISBN 978-966-2927-07-8
- «Про100 сміх» (2013),  ISBN 978-966-7195-94-6
- «Не на того напали!», м. Біла Церква, Видавн. "Буква", 2013. ISBN 978-966-2927-07-8
- «Історія Білоцерківської станції швидкої медичної допомоги» (2014),  ISBN 978-966-2635-74-4
- «Щось не так!», м.Б.Церква,"Білоцерківська книжкова фабрика". 2017. ISBN 978-617-657-038-7
- «Коронавірус», Біла Церква. 2021. 88 с. ISBN 978-617-657-092-9
- «Тисяча і один жарт». Біла Церква.- Буква. 2022. 672 с. ISBN 978-966-7195-70-0
- «Відрядження в пекло» (2022). ISBN 978-617-657-105-6
- «На трьох!» (2024) ISBN 978-617-657-118-6
- «Відьмак» (2024)  ISBN 978-617-657-119-3

## Громадська діяльність
Голова профкому станції швидкої медичної допомоги м. Біла Церква Київської області.
Із 2005 року очолює громадську організацію «Міжнародний Фонд імені Павла Глазового» і є його президентом.
Із 2005 року є членом Національної Спілки письменників України.
Член Творчої спілки "Асоціація діячів естрадного мистецтва України" з 2009 року.
Заслужений артист естрадного мистецтва

## Відзнаки та нагороди
Лауреат Всеукраїнського конкурсу-фестивалю гумору та сатири (1993). . Лауреат Всеукраїнського фестивалю «Перлини сезону» (1995). Лауреат кількох Всеукраїнських фестивалів «Вишневі усмішки» з присвоєнням почесного звання «Професійний сміхотворець України». Володар Гран-прі IV—XI Всеукраїнських конкурсів-фестивалів «Ліра Гіппократа» (2008—2016). 
Лауреат літературно-мистецької премії імені І. С. Нечуя-Левицького (2018). 
"Заслужений артист естрадного мистецтва" ТС "АДЕМУ" ( 2014 ).
Лауреат молодіжної літературно-мистецької премії імені М. С. Вінграновського (1994)
Відзначений багатьма почесними грамотами та подяками міської адміністрації, керівниками охорони здоров'я, обласними та всеукраїнськими органами виконавчої влади. 
Нагороджений відзнакою Білоцерківського міського голови «За заслуги перед містом». 
Ім'я Віктора Арсенійовича Євтушенка внесено в «ЗОЛОТІ ІМЕНА» випускників інституту журналістики Київського Національного університету ім. Т. Г. Шевченка.
Лауреат Київської обласної літературної премії ім. Григорія Косинки за книгу «Тисяча і один жарт» (2021).